# Federica Balestrieri
Federica Balestrieri (Brescia, 22 luglio 1969) è una giornalista e conduttrice televisiva italiana.

## Carriera
Dopo il liceo classico a Brescia, ha studiato Scienze della comunicazione all'Università Statale di Torino. Ha lavorato al Giornale di Brescia e Bresciaoggi. Nel 1992 ha fatto il suo ingresso alla Rai, occupandosi di calcio e Formula 1. Dal 1995 è giornalista professionista. Nel 2001 e 2002 è stata inviata ai box dei GP di Formula 1. Dal 2004 al 2009 ha condotto il programma Pole Position, al quale alternava la conduzione dei Tg sportivi e di altre rubriche di Rai Sport. Nel maggio 2008 ha affiancato Pippo Baudo nella conduzione della serata Mille Miglia in onda su Rai 1.
A gennaio 2010 lascia la redazione di Rai Sport per passare al TG1 come inviata speciale da Milano, occupandosi di moda, costume e società. Saltuariamente si occupa di politica seguendo Beppe Grillo soprattutto nel nord Italia. Nel 2015 collabora con "Petrolio" la rubrica di Rai 1 condotta da Duilio Giammaria e poi passa dalla redazione Società alla Redazione Speciali del TG1 dove realizza come inviato reportage per TV7 e Speciale TG1. Nel 2016 si dimette dalla Rai abbandonando l'attività di giornalista per dedicarsi al sociale, fondando una associazione ONLUS chiamata Riscatti.
Ha ideato il progetto di fotografia sociale Ri-scatti che, in collaborazione con il Padiglione d'arte contemporanea di Milano e il brand del lusso Tod's, realizza ogni anno una mostra di fotografia sociale.
Nel 2017 ha fondato Dress More with Less, un e-commerce che distribuisce l'omonima linea di abbigliamento e accessori da lei ideati e prodotti in cooperative sociali in diversi paesi del mondo.
Dal 2021 è iscritta all’AIRE e risiede a Miami, Florida dove vive con il marito Fabio Parisi.